# Luciades agana
Luciades agana is een krabbensoort uit de familie van de Cryptochiridae. De wetenschappelijke naam van de soort is voor het eerst geldig gepubliceerd in 1996 door Kropp & Manning.